# The Oath and the Man
The Oath and the Man è un cortometraggio del 1910 diretto da David W. Griffith. Prodotto e distribuito dalla Biograph Company, il film - girato a Paterson, New Jersey - uscì nelle sale cinematografiche statunitensi il 22 settembre 1910.

## Produzione
Il film fu prodotto dalla Biograph Company.

## Distribuzione
Distribuito dalla Biograph, il film - un cortometraggio di una bobina - uscì nelle sale cinematografiche statunitensi il 22 settembre 1910.